# ビディ

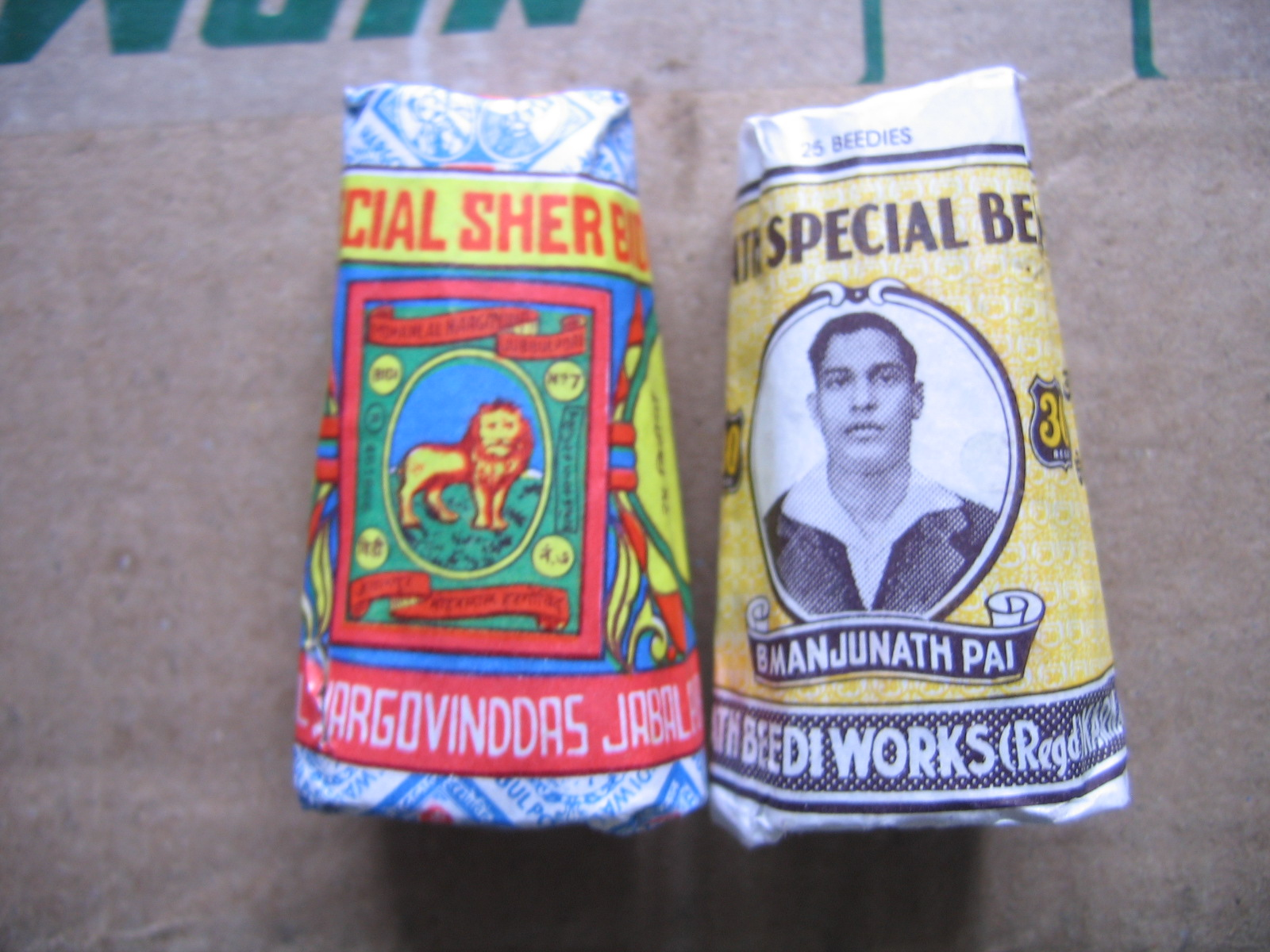
ビディのパッケージ

ビディ([ˈbiːdiː]、ヒンディー語: बीड़ी、bidiあるいはbiri)はインドのたばこ。刻んだタバコの葉が筒状に丸められたボンベイコクタンの葉、またはビディ・リーフ・ツリー（Piliostigma racemosum）の葉で巻かれている。一方の端は糸で縛られる。ビディの名はマールワーリー語のbeedaに由来する。これは「キンマの実、ハーブ、スパイスを包んだ葉」を意味する。ビディは南アジア、一部の中東では伝統的なたばこの楽しみ方であり、今日でも安上がりなたばこの楽しみ方としてインドで広く受け入れられている。
ビディの消費量はその他一般的な紙巻きたばこをしのいでいる。一方でこのビディを巻いている葉がニコチン、一酸化炭素、タールの流入を助長し、口腔癌罹患のリスクを高めている。ビディは2008年のインドにおけるたばこ消費量の48パーセントを占めている。他の喫煙方法と同様、ビディはある種の癌、心血管疾患、呼吸器疾患に罹患するリスクを高める。ビディは他の方法による喫煙よりも多くのリスクをもたらす可能性がある。

## ビディの歴史

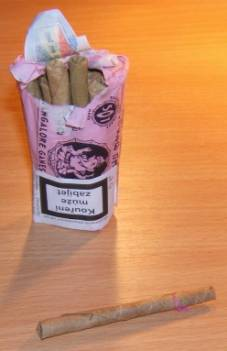
マンガロア・ガネーシャ・ビディ（Mangalore Ganesh beedies）

インドのたばこ生産が始まった17世紀、グジャラート州のタバコ産業の労働者が余りもののタバコの葉を持ち帰り葉っぱで巻いたことがビディの始まりとなった。この当時はマメ科の植物（kachnar）の葉が使われていた。1899年、グジャラート飢饉の最中、モハンラル、ハーゴーヴィンダ、パテルの兄弟がジャバルプルへ鉄道建設従事者として移住した。そこで彼らはその地域に自生するボンベイコクタンの葉がタバコを巻く葉として理想的であることに気がつく。彼らは小規模なビディ生産工場を設立した。ビディは1901年にマメ科の植物（kachnar）を使ったものがハリバイ・デサイ（Haribhai Desai）によって商標登録されている。1902年にはマハンラルとハーゴーヴィンダがボンベイコクタンを使った商標を取得した。
1930年代に入るとビディ産業は急成長を迎える。原因としてまずはタバコの生産量が増えたこと、そしてガンジーが国内産業と国産製品を推進する運動がビディ産業の成長を後押しした。知識層が紙巻きタバコよりもビディを好んでいた時代である。しかし現代においてはむしろ貧困者のタバコというイメージが共有されている。イスラム指導者の中にも、紙巻きタバコを西洋文化だと忌避しビディを薦める者がいる。
20世紀の半ばまでにはビディ生産業は高い競争力をもった産業へと成長し、たくさんのビディブランドが生まれた。この時期には工場は巻き手として100名の男性従業員を抱えるというような状況であった。1940年代、50年代、60年代と規制が強化されるとビディの工場生産は衰え、ビディ生産は女性の仕事として家内工業へと生産の場を移す一方で、ビディ産業の製造を除く周辺の仕事には男性が従事し続けている。